# María Alicia Martínez Medrano
María Alicia Martínez Medrano (Ciudad Obregón, Sonora, México, 24 de noviembre de 1937-Mérida, Yucatán, México, 2 de febrero de 2018) fue una dramaturga, directora de teatro y funcionaria pública mexicana, creadora del Laboratorio de Teatro Campesino e Indígena (LTCI).

## Biografía
Estudió psicología en la Universidad Nacional Autónoma de México y teatro en los talleres de Virgilio Mariel y Seki Sano. Durante ese periodo desarrolló un modelo de guarderías infantiles, por lo que fue contratada como coordinadora nacional de guarderías para el Instituto de Seguridad y Servicios Sociales de los Trabajadores del Estado. De 1967 a 1972 fue directora de Difusión Teatral de la Unidad Artística del Bosque del INBA. Coordinó el área de teatro del Movimiento de 1968 en México.
En 1983 creó y fundó el Laboratorio de Teatro Campesino e Indígena, proyecto que buscaba el desarrollo del teatro en comunidades indígenas para ser presentado en lenguas como el chontal, el zoque, el maya y el náhuatl, en colaboración y contacto con las tradiciones artísticas de las propias comunidades. Las puestas en escena involucraban más de 100 actores y escenarios dentro de poblados como bosques, ríos y selvas del territorio mexicano. El primer taller del LTCI se fundó en Oxolotán, Tabasco. Con el tiempo el laboratorio alcanzó tal fama y reconocimiento que se presentó en el Festival Internacional Cervantino, y en países como Estados Unidos (presentando una versión libre de Romeo y Julieta en el Central Park), Francia, Japón y España. Otras sedes del taller, dirigido y sostenido por Martínez Medrano, se fundaron en X’ocen, Yucatán (1989), Yoreme, Sinaloa (1989) y Ciudad de México (1990).

## Premios y reconocimientos
- Premio Nacional de Teatro, 1964